# 西大分駅
西大分駅（にしおおいたえき）は、大分県大分市大字生石（いくし）にある、九州旅客鉄道（JR九州）・日本貨物鉄道（JR貨物）日豊本線の駅である。

## 歴史
- 1911年（明治44年）11月1日：鉄道院の駅として開業[2]。
- 1955年（昭和30年）12月1日：大分港駅までの貨物支線が開通[3]。
- 1966年（昭和41年）9月21日：日豊本線の大分駅 - 当駅間の複線化が完成[4]。
- 1984年（昭和59年）2月1日：西大分駅 - 大分港駅間が廃止（撤去は1987年）[5]。
- 1987年（昭和62年）4月1日：国鉄分割民営化に伴い、九州旅客鉄道（JR九州）・日本貨物鉄道（JR貨物）の駅となる[6]。
- 1990年（平成2年）3月9日：駅構内の上り線と引き込み線との分岐器付近にあるレール継目を固定するボルトが7本引き抜かれる事件が発生[7]。
- 2012年（平成24年）12月1日：ICカード「SUGOCA」の利用が可能となる[8]。
- 2023年（令和5年）10月1日：JR九州サービスサポートによる業務委託駅から[9]九州旅客鉄道本体による直営駅へと変更される[10]。

駅東側の国道10号（別大国道）上に路面電車大分交通別大線の「西大分電停」が1972年（昭和47年）まで存在した。

## 駅構造
島式ホーム1面2線と貨物用ホーム1面2線の設備を有する地上駅。駅舎と旅客ホームは跨線橋で連絡している。ホームのない側線が下り線外側に2本、上り本外側に3本ある。木造駅舎を有する。
JR九州旅客鉄道本体が運営する直営駅だが、駅長の配置はない。きっぷうりばが設置されている。
ICカードSUGOCAは出入場とチャージのみ対応。

### のりば
| 番線  | 路線      | 方向 | 行先           |
| ----- | --------- | ---- | -------------- |
| （3） | ■日豊本線 | 下り | 大分・佐伯方面 |
| （4） | ■日豊本線 | 上り | 別府・小倉方面 |

※旅客案内上ののりば番号が設定されていないため、運行取扱上の番線番号で表記している。

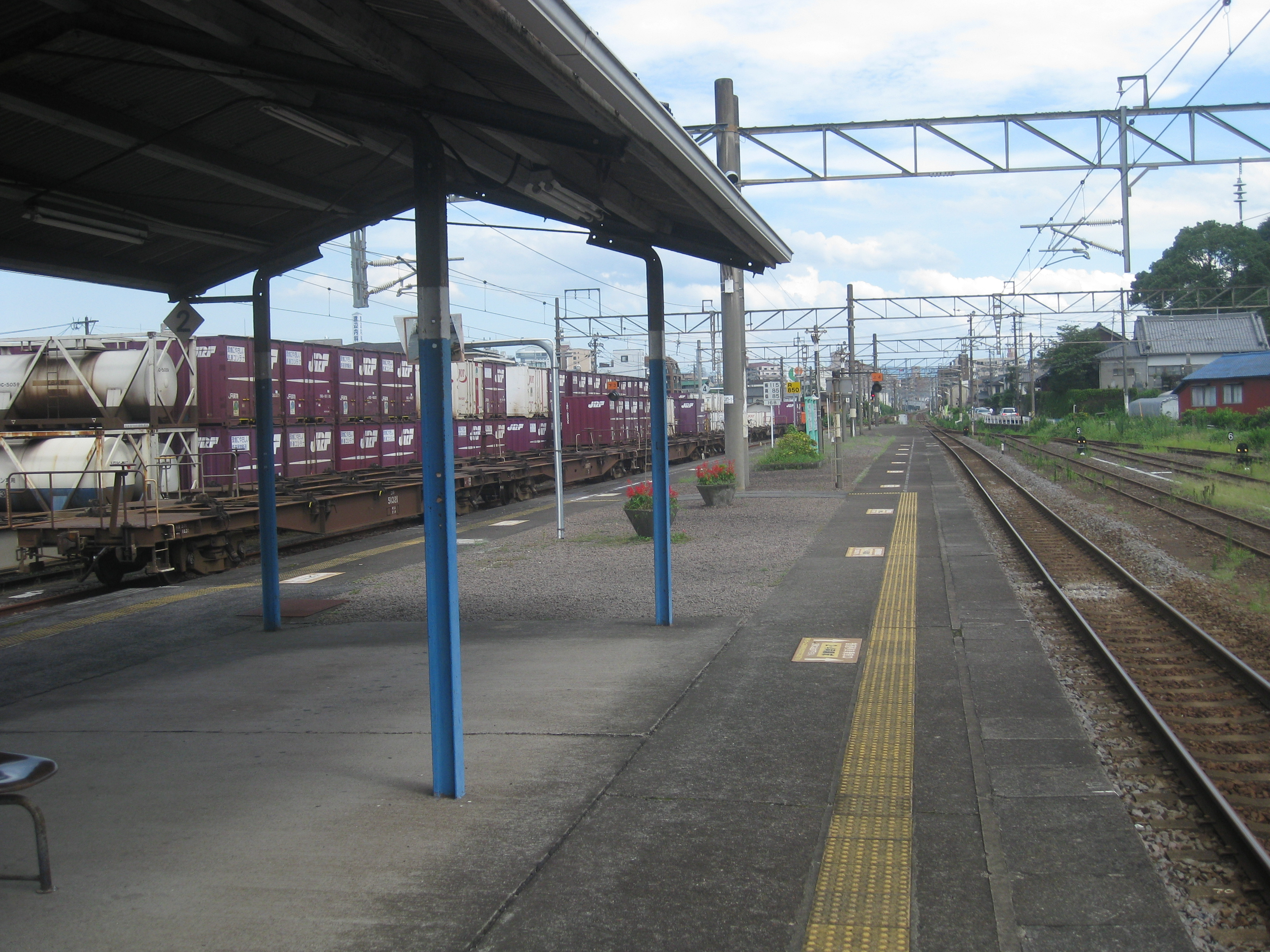
ホーム（2012年8月）

## 貨物取扱
駅舎の東南側（旅客ホームの北東側）に、JR貨物が使用する1面2線のコンテナホームがある。貨物列車専用の着発線はなく、上下本線の外側にそれぞれ並行する線路はいずれも側線である。下り側の側線の1本がコンテナホームに接し、荷役線となっているほか、コンテナホームの外側にもう1本の頭端式の荷役線がある。これらの側線には引き上げ線を介して入線する。コンテナホームはコンテナ列車が編成ごと入線できる長さはなく、編成の分割や、荷役作業に合わせた編成の移動を要し、これらの作業に入換動車（小型ディーゼル機関車）が使用されている。2021年（令和3年）9月にはDB500形ディーゼル機関車51・52号機が配置され、それまでの入換動車が置き換えられた。
駅本屋上り方の構内には2階建ての総合事務所が設けられており、営業窓口であるJR貨物大分・宮崎営業所や、乗務員基地機能を有する大分総合鉄道部が入居する。
入換作業（入換動車の運転を含む）やコンテナ積み降ろし作業は、JR貨物グループ企業のジェイアール貨物・九州ロジスティクスが行う。
昭和40年代にコンテナ輸送が急激に伸び、活況を呈した。当時のコンテナ輸送のうち、発送貨物（36,000トン）は主に住友化学の薬品や昭和電工のポリエチレン輸送であり、到着貨物（58,000トン）は引越や合板、菓子類であった。
かつては、駅の南にある富士紡績大分工場（現・フジボウテキスタイル大分工場）への専用線があった。また、東側から分岐して大分港まで伸びる貨物線（大分港臨港線）も存在していた。大分港臨港線は西大分駅から大分港駅まで2.0 kmを結ぶ貨物線であったが、1984年に廃止、1987年に撤去された。

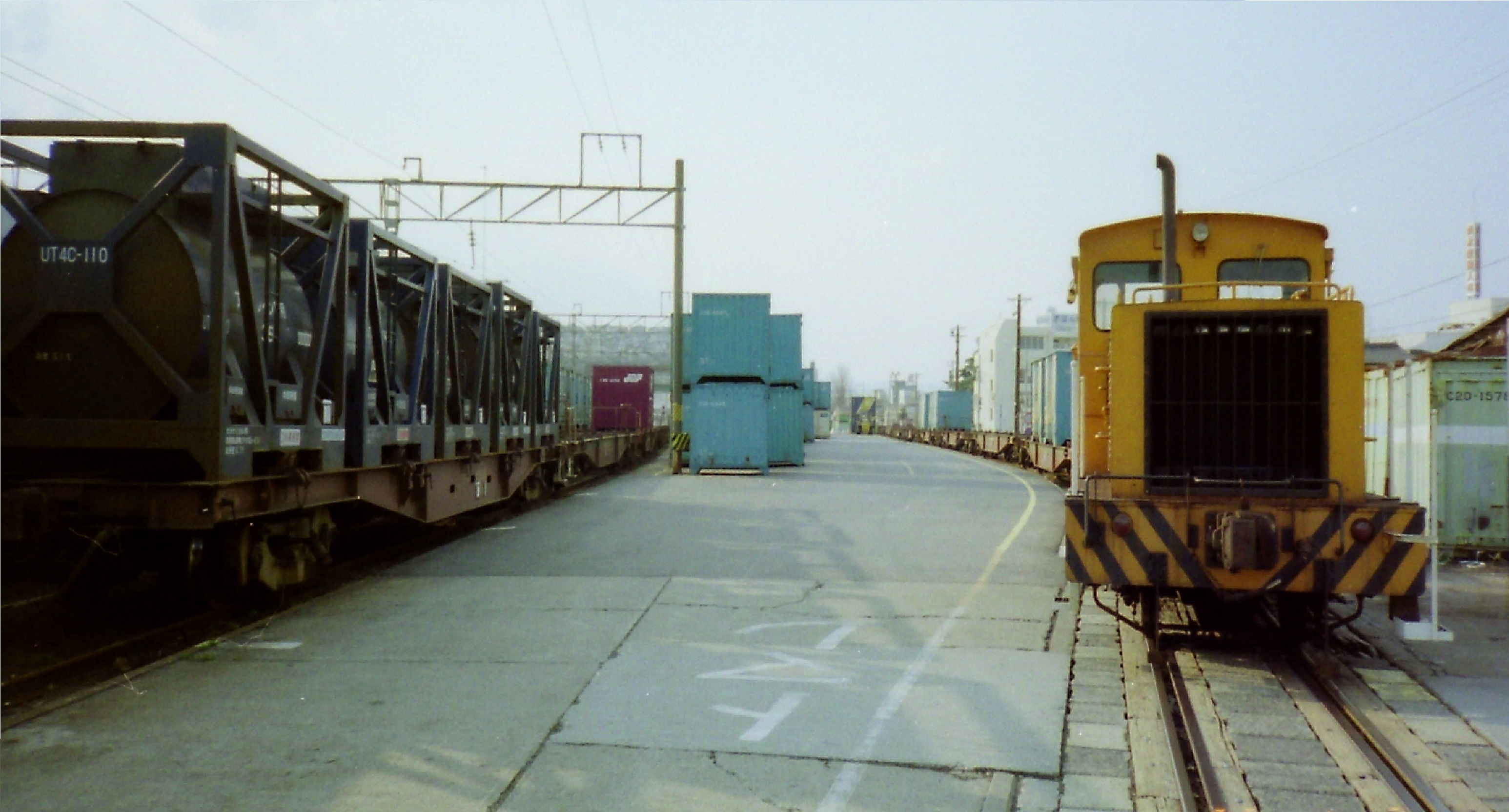
下り方から見たコンテナホームと20t入換動車（1995年4月）
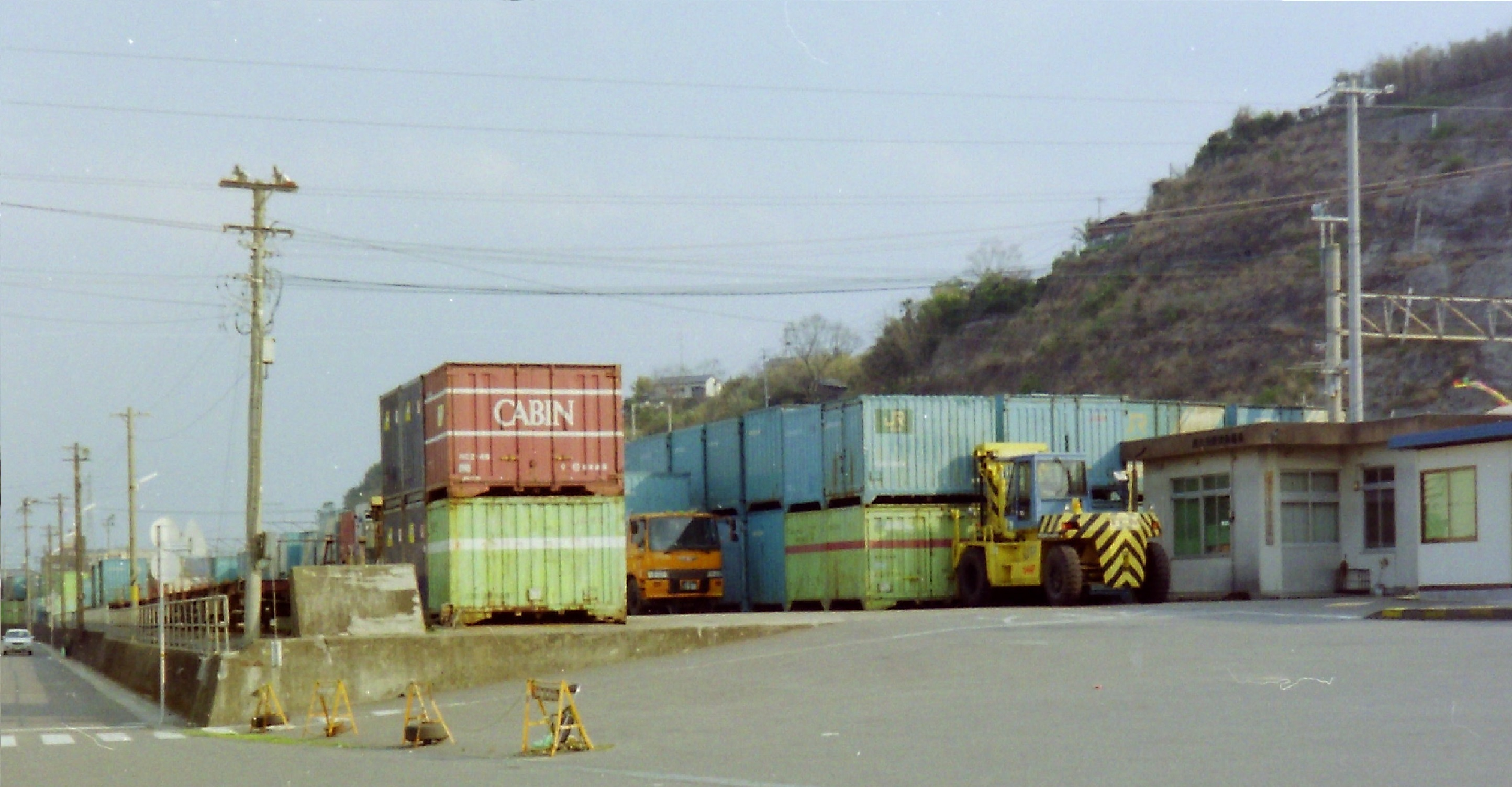
駅舎下り側にある、コンテナホームの入り口。 画像右端のプレハブ小屋は入出荷の受付所。（1994年4月）

| 年度               | 貨物取扱量推移（単位：t） | 貨物取扱量推移（単位：t） |                   |
| 年度               | 発送                      | 到着                      | 出典              |
| 1990年（平成2年）  | 162,322                   | 94,980                    | [ 23 ]            |
| 1991年（平成3年）  | 130,301                   | 100,794                   | [ 24 ]            |
| 1992年（平成4年）  | 137,994                   | 99,809                    | [ 25 ]            |
| 1993年（平成5年）  | 109,576                   | 92,791                    | [ 26 ]            |
| 1994年（平成6年）  | 91,557                    | 87,215                    | [ 27 ]            |
| 1995年（平成7年）  | 100,405                   | 86,341                    | [ 28 ]            |
| 1996年（平成8年）  | 114,877                   | 90,233                    | [ 29 ]            |
| 1997年（平成9年）  | 118,203                   | 95,020                    | [ 30 ]            |
| 1998年（平成10年） | 117,476                   | 82,962                    | [ 31 ]            |
| 1999年（平成11年） | 117,476                   | 82,962                    | [ 32 ]            |
| 2000年（平成12年） | 118,794                   | 87,851                    | [ 33 ]            |
| 2001年（平成13年） | 118,899                   | 85,399                    | [ 34 ]            |
| 2002年（平成14年） | 113,349                   | 81,738                    | [ 35 ]            |
| 2003年（平成15年） | 122,201                   | 86,509                    | [ 36 ]            |
| 2004年（平成16年） | 114,232                   | 88,848                    | [ 37 ]            |
| 2005年（平成17年） | 105,961                   | 84,138                    | [ 38 ]            |
| 2006年（平成18年） | 95,743                    | 80,508                    | [ 39 ]            |
| 2007年（平成19年） | 93,019                    | 79,740                    | [ 40 ]            |
| 2008年（平成20年） | 81,022                    | 76,464                    | [ 41 ]            |
| 2009年（平成21年） | 83,708                    | 75,922                    | [ 42 ] [ 注釈 2 ] |
| 2010年（平成22年） | 90,113                    | 78,744                    | [ 44 ] [ 注釈 2 ] |
| 2011年（平成23年） | 84,407                    | 78,775                    | [ 45 ] [ 注釈 2 ] |
| 2012年（平成24年） | 81,801                    | 78,049                    | [ 46 ] [ 注釈 2 ] |
| 2013年（平成25年） | 82,302                    | 78,736                    | [ 47 ] [ 注釈 2 ] |

### 取り扱う貨物の種類
- コンテナ貨物
  - 12 ft・20 ft大型コンテナを取り扱う。
- 産業廃棄物の取扱許可を得ている。

### 貨物列車
2020年3月14日改正時点では、1日2往復の高速貨物列車が停車する。1往復は北九州貨物ターミナル駅 - 延岡駅間、もう1往復は北九州貨物ターミナル駅 - 当駅間での運行である。このうち当駅までの貨物列車は、月曜・水曜・金曜日を中心に、当駅始発の臨時列車として延岡駅まで運転が行われている。この他、臨時の高速貨物列車や専用貨物列車も設定されている。また、陸上自衛隊の協同転地演習の一環として、九州地方外の部隊の装甲車や施設科機材などを日出生台演習場や十文字原演習場に展開させる訓練が行われる際には、西大分駅と、本州・北海道方面との間に臨時貨物列車が設定されることがある。

## 利用状況
1965年（昭和40年）度には乗車人員が149,128人（定期外:29,243人、定期:119,885人）、降車人員が141,901人で、手荷物（発送:887個、到着:323個）や小荷物（発送:11,863個、到着:2,075個）も取り扱っていた。
2015年（平成27年）度の乗車人員は169,678人（定期外：70,335人、定期：99,343人）である。
※1日平均乗車人員の数値は各年度版「大分県統計年鑑」による年間乗車人員の値を各年度の日数で割った値。2016年度以降は数値が非公表となった為、九州旅客鉄道が公表する「駅別乗車人員」の数値を用いた。
| 年度               | 年間 乗車人員 | 定期外 乗車人員 | 定期 乗車人員 | 1日平均 乗車人員 | 年間 降車人員 | 出典                     |
| ------------------ | ------------- | --------------- | ------------- | ---------------- | ------------- | ------------------------ |
| 1965年（昭和40年） | 149,128       | 29,243          | 119,885       | -                | 141,901       | [ 51 ]                   |
| -                  | -             | -               | -             | -                | -             | -                        |
| 1990年（平成02年） | 135,131       | 56,628          | 78,503        | -                | 195,568       | [ 23 ]                   |
| 1991年（平成03年） | 148,753       | 67,677          | 81,076        | -                | 192,020       | [ 24 ]                   |
| 1992年（平成04年） | 145,974       | 69,901          | 76,073        | -                | 176,824       | [ 25 ]                   |
| 1993年（平成05年） | 139,898       | 69,564          | 70,334        | -                | 171,653       | [ 26 ]                   |
| 1994年（平成06年） | 147,340       | 77,893          | 69,447        | -                | 168,285       | [ 27 ]                   |
| 1995年（平成07年） | 161,841       | 87,812          | 74,029        | -                | 175,784       | [ 28 ]                   |
| 1996年（平成08年） | 163,296       | 86,960          | 76,336        | -                | 186,729       | [ 29 ]                   |
| 1997年（平成09年） | 147,520       | 76,053          | 71,467        | -                | 171,747       | [ 30 ]                   |
| 1998年（平成10年） | 146,491       | 71,081          | 75,410        | -                | 163,279       | [ 31 ]                   |
| 1999年（平成11年） | 143,540       | 67,235          | 76,305        | -                | 158,942       | [ 32 ]                   |
| 2000年（平成12年） | 140,809       | 64,340          | 76,469        | 386              | 150,842       | [ 33 ]                   |
| 2001年（平成13年） | 134,275       | 62,493          | 71,782        | 368              | 146,829       | [ 34 ]                   |
| 2002年（平成14年） | 141,280       | 65,263          | 76,017        | 387              | 153,484       | [ 35 ]                   |
| 2003年（平成15年） | 143,874       | 64,822          | 79,052        | 394              | 158,341       | [ 36 ]                   |
| 2004年（平成16年） | 143,372       | 63,346          | 80,026        | 393              | 159,519       | [ 37 ]                   |
| 2005年（平成17年） | 146,294       | 63,525          | 82,769        | 401              | 161,102       | [ 38 ]                   |
| 2006年（平成18年） | 155,135       | 67,511          | 87,624        | 425              | 166,162       | [ 39 ]                   |
| 2007年（平成19年） | 151,518       | 62,556          | 88,962        | 415              | 169,689       | [ 40 ]                   |
| 2008年（平成20年） | 150,163       | 61,225          | 88,938        | 410              | 166,399       | [ 41 ]                   |
| 2009年（平成21年） | 146,346       | 57,531          | 88,815        | 401              | 160,592       | [ 42 ] [ 注釈 2 ]        |
| 2010年（平成22年） | 151,649       | 57,785          | 93,864        | 415              | 167,853       | [ 44 ] [ 注釈 2 ]        |
| 2011年（平成23年） | 160,086       | 63,433          | 96,653        | 437              | 179,314       | [ 45 ] [ 注釈 2 ]        |
| 2012年（平成24年） | 158,505       | 62,781          | 95,724        | 434              | 187,066       | [ 46 ] [ 注釈 2 ]        |
| 2013年（平成25年） | 163,284       | 65,326          | 97,958        | 447              | 199,170       | [ 47 ] [ 52 ] [ 注釈 2 ] |
| 2014年（平成26年） | 162,816       | 64,114          | 98,702        | 446              | 203,650       | [ 53 ] [ 54 ] [ 注釈 2 ] |
| 2015年（平成27年） | 169,678       | 70,335          | 99,343        | 464              | 220,612       | [ 55 ] [ 56 ] [ 注釈 2 ] |
| 2016年（平成28年） | -             | -               | -             | 478              | -             | [ 57 ]                   |
| 2017年（平成29年） | -             | -               | -             | 488              | -             | [ 58 ]                   |
| 2018年（平成30年） | -             | -               | -             | 485              | -             | [ 59 ]                   |
| 2019年（令和元年） | -             | -               | -             | 480              | -             | [ 60 ]                   |
| 2020年（令和02年） | -             | -               | -             | 395              | -             | [ 61 ]                   |
| 2021年（令和03年） | -             | -               | -             | 420              | -             | [ 62 ]                   |
| 2022年（令和04年） | -             | -               | -             | 466              | -             | [ 63 ]                   |
| 2023年（令和05年） | -             | -               | -             | 486              | -             | [ 64 ]                   |

## 駅周辺
柞原八幡宮の仲秋祭、「浜の市」が毎年9月14日から20日にかけて駅周辺で催される。
- フジボウテキスタイル大分工場
- 大分生石郵便局
- 霊雲寺
- 大分銀行西支店
- MrMax西大分店
- ホームプラザナフコ・ナフコツーワンスタイル西大分店
- 豊の国情報ライブラリー - 大分県立図書館など
- 東九州石油本社
- アウトドアスポーツワールド山渓
- 柞原八幡宮
- フレスポ春日浦
- 大分県立大分西高等学校
- 国道10号
- 大分県道696号高崎大分線
- 大分港西大分港フェリーターミナル
  - 商船三井さんふらわあ（神戸〈六甲アイランドフェリーターミナル〉方面）

## バス路線
100メートル海側の国道10号に西大分停留所が設置されている。
- 大分交通
  - 高崎山・別府方面
    - 関の江車庫行き
    - APU（立命館アジア太平洋大学）行き
    - 鉄輪行き
    - 国東行き
    - 杵築行き

  - 下八幡方面
    - 下八幡行き
    - 柞原行き
    - 机張原行き

  - 大分駅前方面
    - 新川経由
    - 西春日町経由
    - 西春日町経由5号地行き
    - 田室町経由5号地行き

## 隣の駅
九州旅客鉄道（JR九州）
■日豊本線
東別府駅 - 西大分駅 - 大分駅

### かつて存在した路線
日本国有鉄道
日豊本線（貨物支線）
西大分駅 - 大分港駅